# 上原さつき
上原 さつき（うえはら さつき）は、日本の漫画家・イラストレーター。7月1日生まれ。沖縄県出身。キラナ名義でも活動している。

## 来歴
沖縄イラストコンテスト2013で佳作を受賞。
2013年12月25日から2014年1月29日にかけて『ジャンプLIVE』（集英社）2号でデビュー作となるウェブコミック『EXP:0』を連載した。同作は『少年ジャンプ+』（集英社）に移籍し、2014年9月22日（創刊日）から2015年7月16日まで毎週→隔週木曜更新で連載された。

## 作品
- EXP:0（けいけんちゼロ） - 漫画作品。『ジャンプLIVE』2号→『少年ジャンプ+』2014年9月22日 - 2015年7月16日連載。